# Kang Soo-il
Kang Soo-il (* 15. Juli 1987 in Dongducheon) ist ein südkoreanischer Fußballspieler.

## Karriere
Die Stürmer begann seine Karriere 2007 bei Incheon United in der K League. Nach sporadischen Einsätzen wurde er 2009 Stammspieler und erreichte mit dem Klub den fünften Platz in der Liga. In der folgenden Saison wurde Incheon nur Elfter und er wechselte zum Vize-Meister Jeju United. Bei der AFC Champions League 2011 schied Jeju in der Gruppenphase aus. In der K League platzierte sich der Klub danach immer im Mittelfeld und konnte sich nicht für die AFC Champions League qualifizieren. 2014 wechselte Kang Soo-il zum amtierenden Meister Pohang Steelers. In der AFC Champions League 2014 erreichte Pohang das Viertelfinale und traf auf den nationalen Konkurrenten FC Seoul, gegen den man erst im Elfmeterschießen unterlag. 2015 kehrte Kang Soo-il zurück zu Jeju United. Im Juni 2015 wurde er bei einer Dopingkontrolle positiv auf ein anaboles Steroid getestet und für 15 Spiele gesperrt. Nach Ende der Sperre unterschrieb er im Mai 2017 einen Vertrag bei Thespakusatsu Gunma. Der Verein aus der Präfektur Gunma spielte in der zweiten Liga, der J2 League. 2018 wechselte er nach Thailand. Ratchaburi Mitr Phol, ein Verein der Thai League, nahm ihn unter Vertrag. Für den Club aus Ratchaburi absolvierte er bis Mitte 2019 29 Spiele und schoss dabei 6 Tore. Im Juli 2019 ging er wieder nach Japan und schloss sich dem Zweitligisten Tokyo Verdy an. Anfang 2020 kehrte er wieder nach Thailand zurück, wo er beim Erstligisten Trat FC einen Vertrag unterschrieb. Für den Verein absolvierte er bis zum Saisonende fünf Spiele in der Thai League und erzielte dabei einen Treffer. Anschließend war er acht Monate ohne Verein, ehe ihn der südkoreanische Zweitligist Ansan Greeners FC im März 2021 verpflichtete.

## Sonstiges
Soo-il´s Mutter stammt aus Südkorea und der Vater aus den Vereinigten Staaten.